# Lucifer (canción)
Lucifer es el primer sencillo del quinto álbum de Blue System, Seeds Of Heaven. Es publicado en 1990 por Hanseatic M.V. y distribuido por BMG. La letra, música, arreglos y producción pertenecen a Dieter Bohlen. La coproducción estuvo a cargo de Luis Rodriguez.

## Sencillos
7" Single Hansa 114 115, 18.03.1991
1. Lucifer		3:45
2. Lucifer (Instrumental)		3:45

12" Maxi Hansa 614 115, 18.03.1991
1. Lucifer (Devil Mix)		6:17
2. Lucifer (Radio Mix)		3:45
3. Lucifer (Instrumental)		3:45

CD-Maxi Hansa 664 115,	18.03.1991
1. Lucifer (Radio Mix)		3:45
2. Lucifer (Devil Mix)		6:17
3. Lucifer (Instrumental)		3:45

## Charts
El sencillo permaneció 12 semanas en el chart alemán desde el 15 de abril de 1991 hasta el 14 de julio de 1991. Alcanzó el #25 como máxima posición.
| Chart (1991) | Máxima posición |
| ------------ | --------------- |
| Alemania     | 25              |
| Austria      | 8               |

## Créditos
- Composición - Dieter Bohlen
- Productor, arreglos - Dieter Bohlen
- Coproductor - Luis Rodriguez
- Fotografía - Esser & Strauß
- Diseño - Ariola-Studios